# Ventosa del Río Almar
Ventosa del Río Almar est une commune de la province de Salamanque dans la communauté autonome de Castille-et-León en Espagne.